# Double je (chanson)
Pour les articles homonymes, voir Double je.
Singles de Christophe Willem
Élu produit de l'année
(2007) Jacques a dit
(2007)
Double je est une chanson interprétée par le chanteur français Christophe Willem extrait de l'album Inventaire. Sorti le 16 avril 2007, le single est un succès en France et en Belgique, il est resté en haut du classement des meilleures ventes durant deux mois,.
À la 23e cérémonie des Victoires de la musique en 2008, la chanson a été récompensée comme Chanson originale de l'année.
Les paroles de la chanson sont écrites par Zazie, qui en a composé la musique avec son collaborateur régulier Jean-Pierre Pilot et Olivier Schultheis.

## Autour du single
À la suite de l'échec relatif du lancement radio de Élu produit de l'année, la maison de disques décide de lancer un deuxième extrait, Double je mais dans une version remixée par Benoit Courti. Willem a choisi l'autodérision pour illustrer cette chanson qui mélange des sons pop et dance.
Ces paroles expriment le sentiment d'indécision et d'ambiguïté face à l'avenir. L'auteur évoque son désir de devenir quelque chose de grand, comme un membre des Bee Gees ou un pilote de Formule 1. Cependant, en attendant, il « se déguise » et explore différentes facettes de sa personnalité, symbolisées par des costumes de couleurs variées. L'auteur réfléchit sur les choix de vie en soulignant la complexité de sa nature. Les paroles suggèrent également une certaine frustration quant à la recherche de son identité et de ses aspirations, tout en exprimant l'idée que la vie est ainsi et qu'il faut « savoir ce que l'on veut ».
Dans un entretien avec Pure Charts en 2023, Christophe Willem raconte qu'à l'époque, lorsqu'il allait voir sa maison de disque Sony avec Zazie, Jean-Pierre Pilot et Olivier Schultheis pour présenter Double je, le responsable qualifiait la chanson de « Polnareff en fin de vie ».

## Clip
La chanson est dotée d'un clip, réalisé par Sylvain Fusée, qui montre Christophe Willem entrant dans une salle afin de participer à une thérapie de groupe, menée par une psychologue incarnée par Silvie Laguna. Cette dernière reprend son rôle quinze ans plus tard dans un autre clip de Christophe Willem, PS: Je t'aime, en 2022.
Sur son blog, Gilles Verlant écrit en 2008 à propos du clip:

« Sylvain Fusée [...] s'est souvenu d'un atelier auquel il participait quand il était étudiant à Paris VIII : une sinistre bouffonnerie où, sous prétexte de "rencontrer l'autre", le prof nous faisait mettre en tas et nous tripoter au milieu de la pièce… Willem a adoré l'idée et s'est révélé très bon comédien, entourés d'acteurs choisis pour leur côté bord-cadre, bizarroïde, lunaire, d'après le réalisateur »

Le clip a été nommé dans la catégorie « Vidéo-clip de l'année » aux Victoires de la musique en 2008, la chanson a été récompensée comme Chanson originale de l'année.

## Performance dans les hit-parades
En France, le single est directement entré à la première place du Top Singles le 2 juin 2007, avec 38 002 exemplaires vendus. Il est resté sept semaines non-consécutives en haut du classement. Le single est resté pendant 18 semaines au top 10, 24 au top 50 et 35 au top 100. Double je était le single le plus vendu de l'année en France avec plus de 306 500 exemplaires vendus et a été certifié disque de platine par le SNEP.
Il a également connu du succès au classement des téléchargements : entré à la 17e place le 14 avril 2007, il atteint à la 1re place la semaine suivante et est resté dans le classement (Top 40) pendant une année avec près de 62 690 téléchargements, ce qui en fait la deuxième chanson la plus téléchargée en France en 2007 après Relax, Take It Easy de Mika.
En 2014, Double je était le 48e single le plus vendu du 21e siècle en France.
En Belgique francophone, Double je atteint également la première place de l'Ultratop 40 et garde cette place pendant trois semaines; en total, la chanson y reste 16 semaines dans le top 5 et prend également la quatrième place au classement Ultratop annuel pour 2007.
En Suisse, la chanson atteint la 21e place est reste classée pendant 25 semaines.

## Liste des pistes
| 1. | Double je            | 3:16 |
| 2. | Des Nues             | 3:55 |
| 3. | Double je (club mix) | 4:31 |

## Classement, succession et certification
| Classement (2007)                       | Meilleure position |
| --------------------------------------- | ------------------ |
| Belgique (Wallonie Ultratop 50 Singles) | 1                  |
| Eurochart Hot 100                       | 3                  |
| France Classement digital               | 1                  |
| France (SNEP)                           | 1                  |
| Suisse (Schweizer Hitparade)            | 21                 |

| Classement (2007)                     | Position |
| ------------------------------------- | -------- |
| Belgique (Wallonie) Classement single | 4        |
| France Classement airplay             | 2        |
| France Classement digital             | 2        |
| France Classement single              | 1        |
| France Classement TV Airplay          | 1        |
| Suisse Classement single              | 88       |
| Classement (2008)                     | Position |
| Belgique (Wallonie) Classement single | 78       |

### Certifications
| Pays     | Certification | Date            | Ventes  |
| -------- | ------------- | --------------- | ------- |
| Belgique | Or            | 11 août 2007    | 20,000  |
| France   | Platine       | 25 octobre 2007 | 300,000 |